# 精灵鼠小弟3
《精灵鼠小弟3》（英語：Stuart Little 3: Call of the Wild）是美国电影《精灵鼠小弟》的第二部续作，于2005年上映。

## 剧情
斯图尔特和他的家人打算露营。当他们到达目的地的时候，斯图尔特遇见一个侃侃而谈的名叫Reeko的臭鼬，Reeko面临着将被野兽吃掉的危险。斯图尔特和乔治加入“湖军”， 斯图尔特在里面遇到了麻烦。但Reeko与野兽做了一个交易，造成Snowbell被抓获，斯图尔特冒着危险去救他。最终，斯图尔特和他的朋友将野兽骗入一个布满枝和树叶的陷阱。Reeko带着一群森林动物出现了，他嘲弄野兽，野兽朝着他吼叫。Reeko转身，像中国功夫那样大叫一声，使出最大的力气打野兽。野兽被带到了动物园，Reeko告诉斯图尔特他错了，背叛了他。斯图尔特告别了他的朋友，乔治、埃莉诺、弗雷德里克、Snowbell和蒙蒂头也都回了家，从此过上幸福的生活。

## 演员阵容
科里·潘冬取代了乔纳森·李普尼基，因为他的年紀大到不能再演乔治的角色，尽管它是一个动画电影。凯文·舍恩取代内森莱恩扮演雪铃，原因不详。里诺·罗马诺取代史蒂夫·詹给蒙蒂配音。玛莎还在这部电影里出演，就像在精灵鼠小弟2里面一样，然而她唯一的线索就是“凯蒂猫”（在第一次看到里克的时候），目前还不知道是谁给她配的音，也没有任何线索证明配音者是谁。

## 演员说明
斯图尔特的爱人Margalo只出现在前一部電影，在本作中并没有出现也没有提到。

## 评论
Reels公司的詹姆斯·普拉斯將其評為2.5分（滿分4分），他评价道：“孩子们仍然会喜欢它，因为它的故事情节引人入胜，颜色明亮欢快，歌曲足够乐观和愉快，影片中所宣扬的好行为、毅力和归属感是值得关注的。”广播时代公司的斯隆·弗里尔说五分之二的人回去看，因为“这个普通的续集是花巨资制作的。第三部不同于之前两部的真人动作和电脑特效混合，取而代之的是完整的动画,其平面度和简单性是整个故事的象征。令人惊讶的是，为了是声音听起来跟迈克尔·J·福克斯、吉娜·戴维斯和休·劳瑞的一样，配音组花了一个星期的时间在里特尔一家在湖边度假时家猫Snowbell被人绑架斯图尔特勇敢地挺身而出这个情节上。一点小幽默，一些小危险，人生经验必须的提供足够的物质来保持年轻快乐，但只有很短的时间片段会打动成年人。”

## 播放频道
- 美国 
  - 索尼电影频道
  - HBO家庭
  - 电影中心
  - 星光儿童与家庭
  - 迪士尼XD
  - 卡通网络
- 加拿大 
  - YTV
  - Teletoon
- 魁北克 
  - VRAK.TV
  - Télé-Québec
- 澳大利亚 
  - 网络十大
  - 尼克（澳大利亚）
  - KidsCo
- 新西兰 
  - FOUR
  - 儿童乐园24
- 英国 
  - 第5频道
  - 尼克国际儿童频道
- 爱尔兰 
  - RTE2（TRTE）
- 瑞典 
  - 斯威特Barnkanalen
  - TV3
  - 卡通网络
- 波兰 
  - MiniMini
  - TVP1
  - 迪士尼剧场
- 意大利 
  - 尼克国际儿童频道
  - Boing
- 以色列 
  - Arutz HaYeladim
  - Logi
  - Hop！
- 印度 
  - 波戈
  - 卡通网络
- 斯洛文尼亚 
  - POP电视
- 荷兰 
  - Z@ PP
- 葡萄牙 
  - RTP2曲折
  - TVI
  - 运河熊猫
- 保加利亚 
  - BTV动画
- 土耳其
  - TV3
  - JOJO
  - Yumurcak电视
  - TRT Çocuk
  - Maxi TV电视
  - D Çocuk
- 法国 
  - Gulli
  - Télétoon
  - Tiji
  - J频道
- 德国 
  - YFE电视
  - KI.KA
  - 迪士尼青少年
- 拉美 
  - 迪士尼XD
- 墨西哥 
  - ZAZ
- 第五频道
- 亚洲 
  - 索尼娱乐电视
- 菲律宾 
  - 卡通网络
  - 电视5台
- 匈牙利 
  - M2
  - 极小极大
- 罗马尼亚 
  - 极小极大
- 巴西 
  - 记录频道
  - 发现孩子
- 俄罗斯 
  - CTC
  - 2×2
- 挪威 
  - KidsCo